# Kamelik
Der Kamelik (russisch Камелик) ist ein linker Nebenfluss des Großen Irgis (Bolschoi Irgis) in den russischen Oblasten Samara und Saratow.
Der Kamelik entspringt in dem Höhenzug Obschtschi Syrt in der Oblast Samara nahe der Grenze zur Oblast Saratow. Er durchfließt in einem weiten Bogen, anfangs nach Süden, dann nach Westen und schließlich nach Norden eine hügelige Ebene. Er nimmt dabei das Wasser der linken Nebenflüsse Talowaja, Bolschoi Kamyschlak und Bolschaja Tschalykla auf. Der Kamelik mündet nach 222 km in den Großen Irgis, einen linken Nebenfluss der Wolga. Der Kamelik entwässert ein Areal von 9070 km². Der mittlere Abfluss 21 km oberhalb der Mündung beträgt 10,1 m³/s. Der Fluss wird hauptsächlich von der Schneeschmelze gespeist. Im Sommer fällt der Flusslauf meist trocken. In den Wintermonaten gefriert der Kamelik.
Am Oberlauf liegt das Rajonverwaltungszentrum Pereljub.